# Аррьягада, Лусиано
Лусиано Даниэль Аррьягада Гарсия (исп. Luciano Daniel Arriagada García; 30 апреля 2002, Лота, Чили) — чилийский футболист, нападающий клуба «Атлетико Паранаэнсе» и сборной Чили.

## Карьера
Лусиано - уроженец города Лота, который входит в состав провинции Консепсьон и области Био-Био. Воспитанник клуба Коло-Коло.
С 2020 года - игрок основной команды. Дебютировал за неё 2 февраля 2020 года поединком против Кобресаля, в котором он появился на замену на 86-й минуте вместо Леонардо Валенсии. 10 декабря 2020 года забил свой первый мяч в профессиональном футболе в ворота «Кокимбо Унидо», отличившись на шестой добавленной к матчу минуте и принеся ничью своей команде. Всего в дебютном сезоне сыграл 4 матча.
В марте 2021 года впервые был вызван в тренировочной лагерь основной сборной. 10 июня Лусиано был включен в  состав сборной Чили из 28 человек для участия в Кубке Америки 2021 года.